# Karl Wedekind
Karl Wedekind (* 16. August 1809 in Melle; † 5. Oktober 1881 in Hannover) war ein deutsch-italienischer Ölimporteur und Bankier, der sich auch als Mäzen betätigte.

## Leben
Karl Wedekind war von 1830 bis 1838 im Handelshaus F. Gruber & Co. zu Genua tätig und leitete zuletzt die Niederlassung in Palermo. Dort gründete er das Handelshaus Carlo Wedekind & Co. das zunächst mit Manufakturwaren, Südfrüchten, Salz und Schwefel handelte, in den Jahren nach 1860 aber sein Geschäft auf den Ölimport und das Bankgeschäft verlagerte. Das Bankhaus zählte in Palermo und Rom – dort im Palazzo Wedekind gegenüber der Marc-Aurel-Säule – zu den bedeutenden Privatbanken. Im Ölhandel konnte für Süditalien eine Monopolstellung erreicht werden. Schon 1873/74 wurden geschäftliche Kontakte mit der Standard Oil Company aufgenommen, die nach dem Tode von Karl Wedekind 1891 in die Gründung der SIAP „Societa Italo-Americana pel Petrolio“ (spätere Esso Italiana) mündeten. Deren erster Verwaltungsratspräsident war sein Sohn Generalkonsul Paul Wedekind.
Karl Wedekind, bis 1866 hannoverscher Konsul in Palermo, hatte engen Kontakt zu zahlreichen Künstlern seiner Zeit, von denen er Werke erwarb oder die er mit Arbeiten beauftragte. So erhielt Arnold Böcklin 1858 von Wedekind seinen ersten großen Auftrag, den Speisesaal einer Villa in Hannover auszumalen. Von Böcklin erwarb Wedekind auch zahlreiche Bilder, so Faun und Nymphe, Germanen auf Eberjagd und dessen Kinderständchen. Der Kontakt zu Böcklin war von Anselm Feuerbach vermittelt worden, von dem Wedekind ebenfalls ein Bild Kinderständchen (heute im Museum der bildenden Künste in Leipzig) und weitere Bilder mit Kindern als Sujet gekauft hatte. Von Wilhelm von Kaulbach erwarb er neben anderen Werken das heute verschollene Bild Die Bekehrung des Sachsenherzogs Widukind. Die Bauausführung seiner Villa Glitzerburg in Kassel ließ er 1870 von Conrad Wilhelm Hase vornehmen, nachdem der Architekt Wilhelm Lüer, ein ehemaliger Schüler von Hase, kurz vorher gestorben war. Ebenso wurde auf seine Initiative hin der Schlangenweg in Kassel begonnen.

## Auszeichnungen
- 1851 Silbernes Kreuz des Guelphen-Ordens

## Familie
Wedekind, der der Familie Wedekind zur Horst angehört, zu der auch der Schriftsteller Frank Wedekind zählt, war verheiratet mit Julie Ehmbsen, nach deren Tod mit der Elberfelder Ratsherren- und Färbereibesitzerstochter Marie Charlotte Weyermann. Seine Tochter Emma (1847–1915) heiratete den damaligen Bürgermeister von Osnabrück, den späteren preußischen Finanzminister Johannes von Miquel. Sein ältester Sohn Robert heiratete eine Tochter des Justizrates Friedrich Crome, Anwalt am Reichsgericht in Leipzig, und Nichte von Werner von Siemens. Ein anderer Sohn, Benno, war verheiratet mit Ludwig Ganghofers Tochter Charlotte (1882–1973). Die Witwe seines Sohnes Paul (1845–1910) und dessen Söhne wurden in den erblichen, preußischen Adelsstand erhoben. Ein Enkel heiratete die Tochter des Diplomaten Edgar Haniel von Haimhausen, ein anderer Enkel die Tochter des deutschen Ölimporteurs Franz Ernst Schütte, eine Enkeltochter den 1934 ermordeten General Ferdinand von Bredow. Von Wedekinds Urenkeln sind der Widerstandskämpfer Rudolf von Scheliha und der Publizist Caspar Freiherr von Schrenck-Notzing bekannt geworden.